# كلير أوديل
كلير أوديل (بالإنجليزية: Claire O'Dell)‏ (1959)؛ روائية أمريكية.